# Barbecho

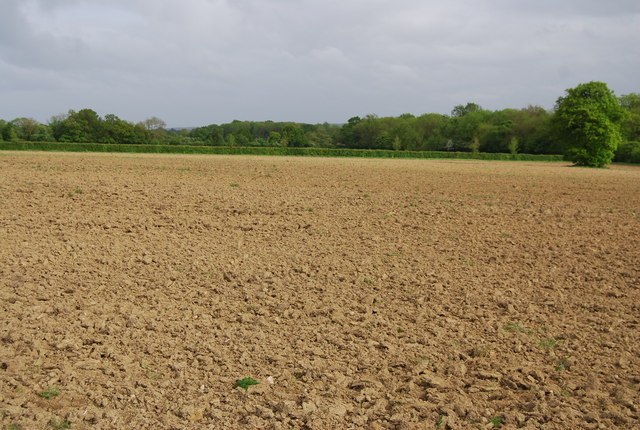
Campo en barbecho.

El barbecho es una técnica de la agricultura por la cual la tierra de cultivo se deja sin sembrar durante uno o varios ciclos vegetativos. Su objetivo es recuperar y almacenar materia orgánica y humedad así como evitar patógenos, esperando a que sus ciclos terminen sin poder volver a renovarse debido a la falta de hospederos disponibles.  
El barbecho consiste en dejar descansar una parcela de tierra por uno o varios años, antes de volverse a cultivar, cuando, generalmente, se hace limpieza de esta quitándole las malas hierbas, espinos, y malezas; entonces se dice que se "barbechea", es decir, que la parcela se labra disponiéndola con el fin de tenerla lista para la siembra.
Es una técnica que se usa en la rotación de cultivos, para  que se repongan los nutrientes y la composición química del suelo antes de otro tiempo de cosecha, para que naturalmente se pueda restaurar el equilibrio de los elementos que componen la tierra.
Durante el tiempo que permanece sin cultivar, el suelo es sometido a una serie de labores con objeto de mejorar su predisposición al cultivo.

## Historia
Asimismo, en regiones amazónicas y andinas se utilizaba como parte del trabajo agrícola para dejar "dormir" la tierra y que no se sobreexplotara. En Europa empezó a ser habitual en la Edad Media, en donde las tierras de labranza se cultivaban con una periodicidad en la que se alternaba el descanso y cultivo, haciendo que en épocas de descanso se trabajara con el arado practicando el barbecho: una parte de tierras de cultivo se dejaba sin cultivar pero se pasaba el arado, arrancando de esta forma las hierbas silvestres (que a su vez servían como abono) y aumentando la humedad, de forma que la tierra recuperara minerales que se habían perdido durante el cultivo. 
Aún hoy en día, es practicada por cientos de comunidades indígenas en regiones tropicales. La presión sobre la tierra, a partir de la agroindustria, presiona cada vez más a estas comunidades para abandonar esta práctica histórica de equilibrio en el uso del recurso tierra. 
El barbecho supone un proceso agrícola para permitir que las cualidades del suelo no se desgasten. Existen dos tipos de barbecho: labrado (aquel en el que se quitan las malas hierbas) y sin labrar. Dentro de los barbechos labrados se encuentran el barbecho labrado químico, en el cual se elimina las malezas o malas hierbas por medio de herbicidas y el barbecho labrado mecánico que tiene más efectividad ya que es tratado con implementos que aceleran el proceso de descomposición al enterrar las hierbas, por ejemplo el arado con disco, esto es confirmado según fuentes confiables.